# Massep
Le massep (ou masep) est une langue papoue parlée en Indonésie, dans la région de l'estuaire du Mamberamo, dans la province de Papouasie.

## Classification
La langue est très peu documentée. Donohue, qui a visité les Massep, considère que leur langue est une langue isolée,.

## Sources
- (en) Duane Clouse, Mark Donohue, Felix Ma, 2002, Survey report of the north coast of Irian Jaya, SIL Electronic Survey Reports 2002-078, SIL.